# Abdul Khaliq
Abdul Khaliq (in urdu عبد الخالق‎?; Jand, 23 marzo 1933 – Rawalpindi, 10 marzo 1988) è stato un velocista pakistano.
Ha partecipato ai Giochi di Melbourne 1956 e di Roma 1960, gareggiando nei 100m, 200m e nella staffetta 400x100m. Nell'evento olimpico disputato in Italia, in occasione della staffetta, ha gareggiato con il fratello Abdul Malik.
Era soprannominato "L'uccello volante dell'Asia".